# Gonyatopus pilosus
Gonyatopus pilosus är en insektsart som beskrevs av Brunner von Wattenwyl 1895. Gonyatopus pilosus ingår i släktet Gonyatopus och familjen vårtbitare. Inga underarter finns listade i Catalogue of Life.